# Rick Boh
Richard Boh (Kanada, Brit Columbia, Kamloops, 1964. május 18. –) kanadai jégkorongozó.

## Karrier
Junior karrierje a Penticton Knightsban kezdődött 1981-ben és 1983-ig játszott itt. Egyetemi karrierje a Colorado College-on kezdődött 1983-ban és 1987-ig járt az egyetemre. Ezután a kanadai válogatotthoz csatlakozott. A Minnesota North Stars szerezte meg az 1987-es NHL Supplemental Drafton. A National Hockey League-ben mindössze nyolc mérkőzésen lépett pályára az 1987–1988-as szezonban melynek a döntő többségét az IHL-es Kalamazoo Wingsben töltötte. 1989–1990-ben Olaszországban játszott. 1990–1993 között a holland bajnokságban a Geleen Smoke Eatersben játszott majd visszavonult.

## Díjai
- WCHA Második All-Star Csapat: 1987
- A holland liga pontkirálya: 1992